# شبكة المجتمع العالمي

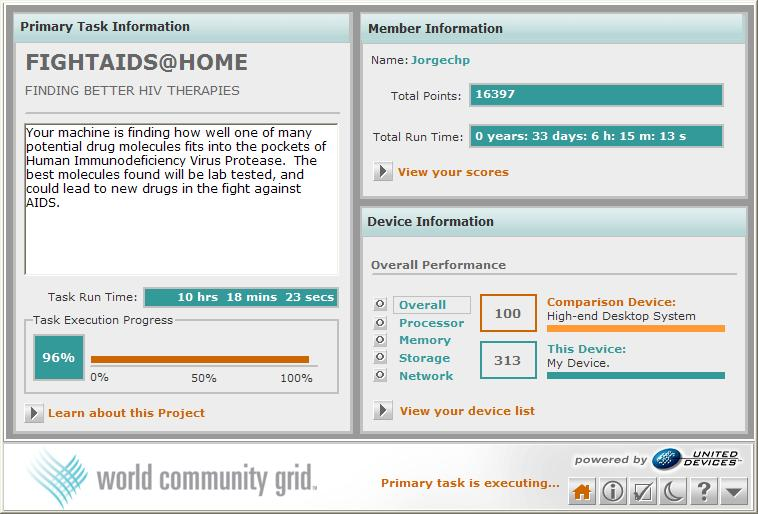

شبكة المجتمع العالمي (بالإنجليزية: World Community Grid)‏ وتعرف اختصارًا WCG، هي منظمة خيرية بدأت في نهاية سنة 2004 هدفها إنشاء أكبر تجمع حاسوبي لخدمة مشاريع إنسانية.

## روابط خارجية
- الموقع الرسمي